# جيمي شارب
جيمي شارب (بالإنجليزية: Jimmy Sharp)‏ (11 أكتوبر 1880 في المملكة المتحدة - 18 نوفمبر 1949) هو لاعب كرة قدم بريطاني (وحمل سابقاً جنسية المملكة المتحدة لبريطانيا العظمى وأيرلندا) في مركز الظهير. شارك مع منتخب اسكتلندا لكرة القدم. أما مع النوادي، فقد لعب مع تشيلسي ونادي أرسنال ونادي دندي ونادي رينجرز ونادي فولهام ورابطة كرة القدم الاسكتلندية الحادية عشر ‏.

## وصلات خارجية
- جيمي شارب على موقع قاعدة بيانات كرة القدم.إي يو (الإنجليزية)